# Socialisme de marché
Le socialisme de marché est un type de système économique impliquant la propriété sociale des moyens de production dans le cadre d'une économie de marché. Il existe divers modèles pour un tel système, impliquant généralement une combinaison d'entreprises publiques, coopératives et privées,. L'idée centrale est que, comme dans le capitalisme, les entreprises se font concurrence pour les bénéfices, mais elles seront "possédées, ou du moins gouvernées", par ceux qui y travaillent. Le socialisme de marché diffère du socialisme non marchand en ce que le mécanisme du marché est utilisé pour l'allocation des biens d'équipement et des moyens de production. Selon le modèle spécifique de socialisme de marché, les bénéfices générés par les entreprises appartenant à la collectivité (c'est-à-dire la partie du revenu brut restant après dépenses, investissements et impôts) peuvent être utilisés de diverses manières pour rémunérer directement les employés, reviennent à la société dans son ensemble en tant que source de financement public ou sont distribués à la population sous la forme d'un dividende social.
Le socialisme de marché n'est pas exclusif, mais peut être distingué du concept d'économie mixte car certains modèles de socialisme de marché sont des systèmes complets et autorégulateurs, contrairement à l'économie mixte. Alors que la social-démocratie vise à atteindre une plus grande stabilité économique et une plus grande égalité grâce à des mesures politiques telles que les impôts, les subventions et les programmes de protection sociale, le socialisme de marché vise à atteindre des objectifs similaires en modifiant les modèles de propriété et de gestion des entreprises.

## En pratique
Un certain nombre d'éléments socialistes de marché ont existé dans diverses économies. L'économie de l'ex-République fédérative socialiste de Yougoslavie est largement considérée comme une forme de socialisme de marché, fondé sur des coopératives collectives, l'autogestion des travailleurs et la répartition du capital par le marché. Certaines des réformes économiques introduites pendant le Printemps de Prague par Alexandre Dubček, le dirigeant de la Tchécoslovaquie , comprenaient des éléments de socialisme de marché.
De même, l'économie de marché à orientation socialiste du Vietnam se décrit elle-même comme socialiste de marché. Il a une prévalence extrêmement élevée de coopératives, en particulier dans l'agriculture et la vente au détail, avec la propriété continue de l'État des sommets dominants de l'économie. Les entreprises coopératives au Vietnam sont également incitées et soutenues par le gouvernement, bénéficiant de nombreux avantages dont les entreprises privées ne bénéficient pas.
L'économie de Cuba sous l'administration de Raúl Castro a été décrite comme une tentative de réformes socialistes de marché. De même, l'économie de la Libye sous Mouammar Kadhafi pourrait être décrite comme une forme de socialisme de marché puisque la troisième théorie internationale de Mouammar Kadhafi partageait de nombreuses similitudes avec l'autogestion yougoslave.